# Jour de la Constitution (Danemark)
Pour les articles homonymes, voir Jour de la Constitution.
Le jour de la Constitution (en danois Grundlovsdag) est la fête nationale du Danemark. Il est célébré le 5 juin. Au Danemark, le 5 juin est aussi le jour de la fête des pères.

## Histoire
Le jour de la Constitution commémore l'entrée en vigueur de la Constitution danoise du 5 juin 1849, signée par le roi Frédéric VII de Danemark et qui instaure une monarchie constitutionnelle, marquant ainsi la fin de l'absolutisme. La Constitution fut adoptée dans le cadre du Printemps des peuples survenu en Europe pendant l'année 1848.
La Constitution du Danemark entièrement révisée a été adoptée le 5 juin 1953.

## Célébrations
Le jour de la Constitution n'est marqué par aucune cérémonie militaire. Des réunions politiques sont souvent organisées ce jour-là.